# Okrog (gmina Šentjur)
Okrog – wieś w Słowenii, w gminie Šentjur. W 2018 roku liczyła 103 mieszkańców.